# 대항해시대 4
《대항해시대 4》(일본어: 大航海時代IV PORTO ESTADO)는 1999년에 코에이에서 발매한 비디오 게임이다. 대항해시대의 네 번째 시리즈로 PC판과 플레이스테이션판이 있으며, PC판의 경우 파워업 키트도 발매되었다.
대한민국에는 1999년에 수입되었다.

## 개요
플레이어는 우선 3명(통상판의 초기 상태인 경우) 중 한 명의 주인공을 선택해 게임을 진행할 수 있다. 주인공마다 목적하는 바는 다르지만, 패자의 증거를 모으는 것이 이 게임에서의 공동 목표라고 할 수 있다. 세력의 도시 점유율을 모두 잃거나 자 함대가 모두 격침 또는 나포될 때, 자 함대의 선원이 한 사람도 없을 경우 게임이 종료된다.
이전 시리즈인 세 번째 시리즈와 달리, 어느 정도 세계의 항로가 개척되어 있는 시대를 배경으로 하고 있다. 따라서 미지의 세계에 대한 탐험보다는 교역이나 해전 등 세력권 다툼이 이 게임의 주요 소재이다.
이전 시리즈에 비해 도시 수는 줄어들었지만, 등장인물별 시나리오나 이벤트가 충실해졌다. 또 등용한 동료(NPC)에게 별도의 함대를 주어 지방 함대로서 교역, 도시 공격, 초계 등의 임무를 주는 것도 가능하다. 타 세력에 대해서는 선전포고나 동맹을 맺을 수 있다.

## 교역
이 게임에서는 도시나 항구에서 교역을 하려면, 우선 그 도시의 왕궁 및 총독부에서 계약을 실시하는 등 도시 점유율을 획득할 필요가 있다.
도시 점유율을 획득한 다음에는 구입한 교역품을 가능한 비싸게 팔아서 큰 이익을 올리는 것을 목표로 한다. 도시에서는 교역품에 대한 유행을 일어나는 경우도 있는데, 유행 물품을 팔게 되면 높은 이익을 올리는 것뿐만 아니라 점유율을 얻고 소개장이나 추천장의 취득이 가능하게 된다. 유행은 자연스럽게 발생하는 것 외에 선교사에게 광장에서 교역품을 배포시키거나 교역소에서 카카오의 종자, 커피나무 등의 원산물을 건네거나 새로운 교역품을 판매하게 하는 방식으로 일어나게 할 수 있다.
교역소에서 상업 투자를 하거나 왕궁 및 총독부에서 군사 투자를 실시하면, 타 세력과의 도시점유율 합계가 100%에 이를 때까지 점유율을 확장시킬 수 있다. 점유율이 확장되면 그 도시에서 구입 가능한 교역품의 재고수가 증가되며, 점유율이 100%에 이르면, 그 도시에서의 수익을 자신의 몫으로 차지할 수 있으며, 투자를 할 경우 발전도 및 무장도 상승이 용이하게 된다.
도시의 점유율 합계가 100%에 이를 경우, 타 세력과 교전상태의 여부에 따라 점유율의 영향이 다르다. 타 세력으로부터 선전포고 되거나 길드에서 선전포고의 문서를 보내는 것으로 교전 상태가 된다. 해상에 떠있는 타 세력의 함선을 공격하는 것으로도 교전상태를 만들 수 있다. 교전중인 경우 투자를 함으로써 적대 세력의 점유율을 감소시켜 자신의 점유율을 확대시킬 수 있으나 교전 중이 아닌 경우는 아무리 투자를 해도 일정한 점유율의 수치가 오르지 않는다.
도시의 점유율이 이미 다른 세력에 의해 100%에 이르러 있거나, 그렇지 않더라도 자신 이외의 3세력과 계약이 되어 있는 경우에는 계약을 할 수 없다. 이벤트에 의해 점유율을 획득하는 경우도 있지만, 그 이외의 경우, 그 세력과 교전 상태에 들어가거나, 다른 몇 가지 방법에 의해 점유율을 획득할 필요가 있다.
- 다른 도시에서 얻은 소개장이나 추천장을 사용한다.
- 책략에 의해 다른 세력에 대한 나쁜 소문을 흘리거나 도시 근처에서 다른 세력의 함대를 격파하여 점유율을 내린다. (특히 이미 점유율의 합계가 100%에 이르러 있거나, 자기 세력 이외의 3 세력과 계약이 되어 있는 도시의 경우, 계약의 여지를 만들어 내야 한다.)
- 책략에 의해 중개인을 매수한다
- 항구를 포격해 항복시킨다(교전 중이 아닐 경우에도 공격이 가능하며, 이 경우 점유율을 얻지만 입항 시 투자를 하지 않으면 다른 시설에 들어갈 수가 없다.)
- 길드의 의뢰를 달성하여 점유율을 얻는다. (파워업 키트만 해당)

적의 도시 점유율을 모두 빼앗으면 그 세력은 해산한다. 다만 그 때에 자금이 남아 있거나, 부하의 함대가 존재하고 있거나 하면 해적이 되기도 한다. 해적이 된 함대는 항해 중에 공격을 걸어 오거나 자기 세력이 점유율을 가지는 도시를 공격하여 자기 세력의 점유율을 감소시키는 경우가 있다. 해적은 모든 함선을 격침하는 것으로 소멸시킬 수 있다.

## 전투
적대하고 있는 세력의 함대와 가까워지거나 이벤트 발생에 의해 타 세력과 적대하게 되면, 전투에 돌입하게 된다. 이 게임에서 전투는 해상전만 있고 육상전은 없으며, 함대간에 멀리 떨어져 있는 경우는 포격전, 서로 근접해 있으면 백병전으로 진행된다.
포격은 탑재하고 있는 대포의 종류와 탑재 수에 따라 파괴력이 다르며, 포의 종류에 따라서도 사정거리가 다르다. 백병전은 적대 세력의 배와 접촉하면 자동적으로 발생하며 일정한 확률로 일기토가 발생할 수도 있다. 생명력과 검투력을 바탕으로 승부가 진행되는데, 일기토에서 승리하면 적 선단의 병력 감소가 급격히 높아진다. 이 때문에 일대일 대결로 승리할 수 있으면 양쪽간의 전력차이가 있어도 뒤집을 수 있다. 또한, 파수의 능력이 높은 경우는 드물게 적의 제독을 저격하기도 하며, 성공하면 그 시점에서 승패가 결정된다. 적함대의 기함을 격침 혹은 나포하거나 선원 수를 0으로 만들면 승리 한다. 이 게임에서 전투 중에는 함대의 이동만 실행할 수 있으며, 포격 사정 거리 내에 적함대가 들어오면 자동적으로 포격을 시작한다. 또한, 일기토가 진행될 경우에도 플레이어가 조작하지는 않는다.
플레이어 쪽에서 다른 함대나 항구를 공격할 수도 있다. 특히 길드에서 토벌을 의뢰 받는 일부 해적은 스스로 공격하지 않기 때문에, 반드시 플레이어 쪽에서 전투를 시작해야 한다. 또한 점유율을 가지고 있지 않은 도시에서도, 도시를 포격, 항복을 받아내어 억지로 일정한 점유율을 획득할 수 있지만, 그 도시 주민의 분노가 누그러질 때까지 출항 이외의 행동을 할 수 없게 되는 경우도 있다. 반대로 적대 세력에 의해서 100% 점유된 항구에서는 스스로 공격하지만, 이 경우는 반격 해서 항복을 받아내도 미움을 사지는 않는다.

## 배
배는 조선소에서 구입이나 개조가 가능하며, 교역권에 따라 구입할 수 있는 배의 종류가 다르다. 삼각돛을 설치할 경우 역풍일 때 속도가 오르며, 사각돛을 설치할 경우는 순풍일 때 속도가 오른다. 돛을 보강하여 성능을 높이거나 충각이나 뱃머리포, 선미포를 달아서 공격력을 높일 수도 있다. 또한 선수상을 설치할 경우에는 이로 인한 다양한 효과를 발휘한다.

## 항해사
배에 항해사를 배치하여 임무를 부여할 수 있다. 그렇지 않으면 항해사의 기분이 안 좋아지기도 한다. 다만 임무를 부여하려면 각각 일정치 이상의 능력치가 필요하다. 또, 배치에는 배에 담당실이나 선창이 필요한 경우도 있다. 담당실은 개인실 이외에는 하나의 배에 하나씩 밖에 배치할 수 없다. 단, 무장포대나 해병대기실은 각각 최대 4실까지 배치할 수 있다. 컨디션이나 기분이 나쁜 항해사가 있는 경우, 개인실이나 오락실에 배치하면 원래 상태로 돌아간다.
함장
피로도가 잘 올라가지 않는다. 기함에는 주인공만 배치할 수 있다.
부관
피로도가 잘 올라가지 않는다. 길드에서 교섭 문서를 발송할 수 있다. 설득력이 높은 경우 전투시 적함이 항복해오는 경우가 있다.
측량사
현재의 위도•경도를 파악할 수 있다. 측량사의 능력치가 높아야만 해역 바깥의 원양에서도 위도•경도의 파악이 가능하다. 항로 이동이 자동으로 가능하게 된다.
조타수
배의 방향을 바꾸기가 쉬워진다.
조범수
돛의 방향을 바꾸기가 쉬워지며 배의 속도와 밀접한 관계가 있다. 마스트의 수와 같은 수까지 배치할 수 있으며, 같은 수를 배치하고 있는 경우는 절반으로 하고 있을 때에 돛의 조작을 자동으로 할 수 있게 된다.
파수
도시나 아이템을 발견하기가 쉬워진다. 능력이 높은 경우, 해전 시에 적 제독을 저격 한다.
목수
항해 중에 배를 수리하거나 조선소에서의 작업을 도와 준다. 배치하려면, 배에 재목실이 필요하다.
의사
병이 발생할 확률이 낮아지며, 피로도의 증가를 억제한다. 배치하려면 배에 진찰실이 필요하다.
요리사
식량 및 물의 줄어 드는 비율이 낮아진다. 배치하려면 배에 조리실이 필요하다.
사육사
식량을 배 안에서 만들 수 있다. 배치하려면 배에 사육실이 필요하다.
선교사
광장에서 교역품을 배포하여 유행시킬 수 있다. 또 항해 중에 피로도가 잘 올라가지 않는다. 배치하려면 배에 예배실이 필요하다. 다만 유키히사, 알 등, 크리스트교도가 아닌 사람은 선교사가 될 수 없다. 크리스트교도가 아닌 웃딘을 주인공으로 플레이 할 경우에는 배에 예배실을 두는 것이 불가능하다.
참모
술집에서 책략을 입안하거나 반대로 다른 세력의 책략을 방어한다. 배치하려면 배에 참모실이 필요하다.
회계사
교역 때 교섭을 실시한다. 윈도 통상판 이외에서는 매각 시에 매입가를 참조할 수 있게 된다. 타 세력과 점유율을 공유하는 항구의 경우에 2배의 가격으로 교역품을 사재기할 수도 있다. 배치하려면 배에 회계실이 필요하다.
돌격대장
백병전이나 일기토가 발생할 경우 전투 요원이 된다. 배치하려면 1인당 하나의 훈련실이 필요하다.
포격요원
대포의 장전 시간이 단축되고 명중 확률이 높아진다. 배치하려면 1인당 하나의 대포실이 필요하다.
갑판 요원
백병전에 참가한다.
또한 여섯 편대까지 지방 함대를 편성하여, 해역 활동을 맡길 수도 있다. 편성에는 한 함대 당 통솔력이 150 이상인 항해사와 금 10만닢이 필요하고, 그만큼 항해사가 줄어들지만, 교역이나 초계를 대신 한다.
특정해역의 패자의 증표를 가지고 있는 경우, 그 해역의 잔존세력을 위압시켜 종속시킬 수 있다. 이때 그 세력의 함대는 지방함대와 같이 명령을 내릴 수 있으며 매달 그 세력이 가지고 있는 소지금의 1%만큼을 상납 받게 된다.

## 능력치
항해사의 기본 능력치는 '체력', '민첩성', '지력', '정신력', '매력', '운세'의 6가지 항목이며, 이러한 능력치는 장비하는 아이템에 따라 그 수치가 정해진다.
생명력
체력, 정신력과 관련이 있다. 높으면 HP 최대치가 높아지며, 질병에도 걸릴 확률이 낮아진다. 사육사를 임명하려면 130이상, 갑판 요원을 임명하려면 30 이상이 필요하다.
통솔력
정신력, 매력과 관련이 있다. 동료를 지방 함대의 함장이나 제독으로 임명하려면 150이상이 필요하다.
조선술
민첩성, 정신력과 관련이 있다. 조타수를 임명하려면 60 이상이, 조범수를 임명하려면 80 이상이 필요하다.
측량방법
민첩성, 지력과 관련이 있다. 측량사를 임명하려면 80 이상이, 목수를 임명하려면 130 이상이 필요하다.
회계방법
지력, 정신과 관련이 있다. 회계사로 임명하려면 100 이상이 필요하다.
검술
체력, 민첩성과 관련이 있다. 높으면 백병전이나 일기토에 유리하다. 돌격대장이나 갑판 요원을 임명하는 경우에 중요한 요소로 작용하며, 특히 돌격대장으로 임명하려면 90 이상이 필요하다.
명중력
민첩성, 운세와 관련이 있다. 요리사로 임명하려면 70 이상이, 포격수를 임명하려면 90 이상이 필요하다.
설득력
지력, 매력과 관련이 있다. 부관으로 임명하려면 100 이상이, 선교사로 임명하려면 160 이상이 필요하다.
책략방법
지력, 운세와 관련이 있다. 참모를 임명하려면 120 이상이 필요하다.
관찰력
정신, 운세와 관련이 있다. 파수로 임명하려면 70 이상이, 의사로 임명하려면 150 이상이 필요하다

## 도시 시설
왕궁, 총독부
계약 및 군사 투자를 할 수 있다. 군사 투자를 하면 무장도가 올라, 적의 세력이나 해적으로부터 공격받을 경우에 격파되기가 어려워진다. 또, 특산품을 가지고 있는 경우에는 그 특산물을 선물함으로써 그 도시에 있는 타 세력과의 친밀도를 높이거나 점유율을 융통 받을 수 있고(윈도 통상판에서는 해당하지 않음), 소개장이나 추천장을 가지고 있는 경우는 도시 점유율을 늘릴 수 있다. 본거지에서는 소지한 아이템을 빌려 주고 임대료를 받을 수도 있다.
교역소
교역(계약이 되어 있는 경우)이나 상업 투자를 하거나 시세 정보나 유행의 발생 상황을 볼 수 있다(점유율이 없는 도시의 정보를 보려면 금화가 필요하다). 상업 투자를 하면 도시가 발전하여, 새로운 교역품이 출현하기도 한다.
술집
술을 한 잔 마시거나 한턱내기를 통해서 정보를 모을 수 있다. 특히 각 문화권의 중심 도시에는 여급이 있으며, 그들에게 선물을 주고 보다 자세한 정보를 얻을 수 있다. 또 배를 사거나 선원의 결원이 생겼을 경우에는 여기서 모집한다. 그 경우 한 턱 내고 모집하면, 많은 뱃사람을 모을 수 있다. 참모가 있을 경우에는 책략을 입안할 수 있다. 이슬람 문화권에서는 음주가 금지되고 있기 때문에, 항구에 따라서는 술집이 없는 경우도 있다.
길드 (조합)
아이템을 사고 팔거나 부관이 있는 경우는 같은 해역에 있는 다른 세력에게 교섭 문서를 발송하여 친선관계나, 협정체결 및 파기, 선전포고, 정전, 위압(패자의 증거 입수를 할 경우에만 해당)을 실시할 수 있다. 또 일을 의뢰 받기도 한다. 주로 각 문화권의 중심도시에만 존재하나, 이벤트를 통해 건설한 도시를 최대한으로 발전시킨 경우에도 등장한다.
여관
숙박을 통해 함대의 피로도, 항해사의 컨디션을 회복할 수 있다. 피로도가 오르면 선원들이 반란을 일으키거나 사망한다. 참모가 있는 경우는 다른 세력의 정보를 입수해 오기도 한다.
광장
유행 상황을 파악할 수 있다. 선교사가 있는 경우에는 교역품을 배포하여 유행 시킬 수도 있다.
유적, 성문, 교회
윈도 통상판에서는 처음부터 등장하며, 탐험을 하여 유적이나 교회, 또는 보물을 찾아낼 수 있다. 플레이 스테이션 판 이후에서는 오리지널 판에서부터 등장한 캐릭터 4인은 이벤트가 발생하지 않으면 갈 수 없다. 유적의 경우에는 그 유적을 찾아갈 수 있는 지도가 있어야만 들어갈 수 있는 곳도 있다. 발견을 한 뒤에는 정해진 특정일자에 다시 찾아가면 의식에 참여하거나 및 제사를 드리는 것으로 능력을 올릴 수 있다.
조선소
배의 구입, 매각, 수리, 개조를 할 수 있다. 구입 가능한 배의 종류는 문화권에 의해 다르다. 또 도크를 통해 배의 교체나 함장 임명, 지방 함대에 대한 명령을 실행할 수 있다.
출항소
출항이나 그 전의 보급, 식량과 물 비율의 변경, 적하 편성을 할 수 있다.

## 도시 일람

### 북해
| 도시명     | 문화권   | 좌표          | 발전  | 무장  | 특산물                              | 비고        |
| ---------- | -------- | ------------- | ----- | ----- | ----------------------------------- | ----------- |
| 런던       | 영국     | 북위51 서경0  | 4,200 | 4,200 | 석탄 양모 모직물 철포 대포          | 도시        |
| 브리스틀   | 영국     | 북위51 서경3  | 1,500 | 1,700 | 쇠고기 도검 양모 주석 광석 (모직물) | 조선소      |
| 암스테르담 | 플랑드르 | 북위52 동경5  | 3,900 | 2,700 | 치즈 유리 도자기 모직물             | 도시        |
| 브뤼주     | 플랑드르 | 북위51 동경2  | 2,300 | 1,900 | 석탄 밀 마 마직물 철포              |             |
| 낭트       | 플랑드르 | 북위45 서경1  | 2,200 | 2,000 | 치즈 소금 살타나 와인               |             |
| 레리스닷츠 | 플랑드르 |               |       |       |                                     | 릴 신도시   |
| 산마로     | 플랑드르 |               |       |       |                                     | 티알 신도시 |
| 함부르크   | 독일     | 북위53 동경8  | 3,900 | 3,100 | 어육 쇠고기 브랜디 철광석 호박      | 도시        |
| 뤼베크     | 독일     | 북위54 동경10 | 3,500 | 2,800 | 밀 쇠고기 브랜디 철광석 은          | 조선소      |
| 스톡홀름   | 북유럽   | 북위59 동경18 | 2,600 | 2,400 | 어육 목재 도검 구리광석             | 도시        |
| 오슬로     | 북유럽   | 북위59 동경10 | 2,800 | 2,400 | 어육 갑주 목재                      |             |
| 코펜하겐   | 북유럽   | 북위55 동경12 | 3,400 | 2,700 | 쇠고기 유리 대포                    | 조선소      |
| 리가       | 북유럽   | 북위57 동경23 | 2,500 | 2,200 | 밀 감자 모피 호박 왁스              |             |

### 지중해
| 도시명       | 문화권   | 좌표          | 발전  | 무장  | 특산물                                    | 비고          |
| ------------ | -------- | ------------- | ----- | ----- | ----------------------------------------- | ------------- |
| 리스본       | 포르투갈 | 북위38 서경8  | 5,900 | 4,100 | 소금 올리브유 사프란 아몬드 철포          | 도시          |
| 세우타       | 포르투갈 | 북위35 서경5  | 700   | 1,400 | 야자유 용연향 상아 피혁                   |               |
| 마데이라     | 포르투갈 | 북위32 서경16 | 700   | 400   | 설탕 야자유 살타나 와인                   |               |
| 세빌리아     | 스페인   | 북위36 서경6  | 5,100 | 5,600 | 벨벳 면직물 철포 갑주 꿀                  | 도시          |
| 라스팔마스   | 스페인   | 북위28 서경16 | 500   | 600   | 어육 야자유 (토마토)                      |               |
| 발렌시아     | 스페인   | 북위39 서경0  | 2,200 | 2,700 | 소금 양모 아몬드 도자기 (모직물)          |               |
| 제노바       | 이탈리아 | 북위44 동경8  | 4,100 | 3,500 | 치즈 모직물 갑주 (생사) (견직물)          | 도시          |
| 나폴리       | 이탈리아 | 북위40 동경14 | 2,200 | 2,500 | 유리 골동품 올리브유 와인 밀              |               |
| 마르세이유   | 이탈리아 | 북위43 동경4  | 5,100 | 5,600 | 치즈 소금 상감세공 사프란 (꿀)            |               |
| 시라쿠사     | 이탈리아 | 북위37 동경14 | 2,800 | 1,950 | 밀 와인 올리브유 살타나                   | 조선소        |
| 베네치아     | 이탈리아 | 북위45 동경12 | 4,400 | 3,300 | 와인 벨벳 조각 유리 수정                  | 조선소        |
| 아테네       | 그리스   | 북위38 동경23 | 2,200 | 2,000 | 올리브유 살타나 회화 조각 (토마토) (담배) | 도시          |
| 크레타       | 그리스   | 북위5 동경25  | 1,600 | 1,800 | 와인 올리브유 (토마토) (담배)             |               |
| 키프로스     | 그리스   | 북위35 동경33 | 1,200 | 1,500 | 밀 올리브유 아몬드 (담배)                 |               |
| 이스탄불     | 터키     | 북위41 동경28 | 4,900 | 5,800 | 유황 융단 골동품 (정향) (캐비어)          | 도시          |
| 라구사       | 터키     | 북위43 동경16 | 1,500 | 1,100 | 대두 올리브유 대황 (토마토) (담배)        |               |
| 베이루트     | 터키     | 북위34 동경35 | 1,900 | 2,100 | 유리 목재 융단 (계피) (담배)              |               |
| 아바즈       | 터키     |               |       |       |                                           | 호드람 신도시 |
| 알렉산드리아 | 이집트   | 북위31 동경30 | 4,000 | 3,200 | 야자유 면화 마 골동품 (후추)              | 도시          |
| 트리폴리     | 이집트   | 북위32 동경13 | 1,700 | 1,800 | 면화 마 금 조금세공 (면직물)              |               |
| 알제         | 이집트   | 북위36 동경2  | 2,500 | 2,800 | 올리브유 럼주 아몬드 상아 조금세공        | 조선소        |
| 튀니스       | 이집트   | 북위37 동경9  | 3,000 | 2,700 | 철광석 마 코뿔소뿔 (마직물)               |               |
| 벵가지       | 이집트   |               |       |       |                                           | 티알 신도시   |

### 아프리카
| 도시명       | 문화권     | 좌표          | 발전  | 무장  | 특산물                               | 비고   |
| ------------ | ---------- | ------------- | ----- | ----- | ------------------------------------ | ------ |
| 산죠르제     | 서아프리카 | 북위6 동경3   | 1,800 | 1,700 | 금 면화 상아 (카카오) (커피)         | 도시   |
| 베르데       | 서아프리카 | 북위14 서경17 | 250   | 350   | 면화 구리광석 소금 타마린드 (바나나) |        |
| 시에라리온   | 서아프리카 | 북위9 동경13  | 450   | 300   | 소금 금 면화 피혁                    |        |
| 상투메       | 서아프리카 | 북위0 동경6   | 300   | 100   | 설탕 상아 모피                       |        |
| 르완다       | 서아프리카 | 남위9 서경13  | 300   | 200   | 산호 호박 다이아 (백금) (커피)       |        |
| 소팔라       | 동아프리카 | 남위24 동경34 | 2,200 | 2,700 | 유향 커피 상아 (담배) (백금)         | 도시   |
| 케이프타운   | 동아프리카 | 남위34 동경18 | 250   | 700   | 철광석 피혁 다이아몬드 금 바나나     |        |
| 모잠비크     | 동아프리카 | 남위14 동경40 | 1,500 | 1,900 | 커피 상아 산호 에메랄드 (유리)       | 조선소 |
| 마다가스카르 | 동아프리카 | 남위15 동경45 | 200   | 100   | 모피 목재 타마린드                   |        |
| 몸바사       | 동아프리카 | 남위3 동경39  | 700   | 700   | 코뿔소뿔 유향 상아 산호 (피멘트)     |        |
| 모가디슈     | 동아프리카 | 북위2 동경44  | 1,400 | 1,600 | 금 유향 루비 구리광석 (차)           |        |

### 인도양
| 도시명       | 문화권 | 좌표          | 발전  | 무장  | 특산물                               | 비고   |
| ------------ | ------ | ------------- | ----- | ----- | ------------------------------------ | ------ |
| 바스라       | 아랍   | 북위30 동경47 | 3,500 | 3,600 | 쇠고기 치즈 야자유 초석 융단         | 도시   |
| 아덴         | 아랍   | 북위13 동경45 | 2,800 | 2,900 | 밀 야자유 커피 호박 골동품           | 조선소 |
| 무스카트     | 아랍   | 북위23 동경28 | 2,300 | 2,400 | 어육 야자유 마직물 꿀                |        |
| 호르무즈     | 아랍   | 북위27 동경56 | 2,000 | 2,500 | 야자유 면화 유황 사향 융단           |        |
| 소코트라     | 아랍   | 북위12 동경54 | 400   | 400   | 야자유 어육 용연향                   |        |
| 캘리컷       | 인도   | 북위10 동경76 | 4,000 | 2,700 | 육두구 면화 편사 하석                | 도시   |
| 디우         | 인도   | 북위21 동경70 | 1,100 | 1,100 | 쌀 어육 설탕 용연향 견직물           |        |
| 고아         | 인도   | 북위14 동경74 | 3,200 | 2,800 | 후추 면화 면직물 편사 청금석         | 조선소 |
| 세이론       | 인도   | 북위6 동경79  | 2,500 | 2,300 | 계피 바닐라 차 사파이어 루비         | 조선소 |
| 마드라스     | 인도   | 북위13 동경80 | 1,100 | 700   | 면화 다이아몬드 사파이어 인디고 계피 |        |
| 마술리파트남 | 인도   | 북위16 동경82 | 900   | 700   | 편사 청금석 빈랑 초석                |        |
| 캘커타       | 인도   | 북위22 동경87 | 1,800 | 1,400 | 쌀 편사 하석 철광석 (차)             |        |
| 아바         | 인도   | 북위16 동경96 | 1,200 | 1,100 | 라이치 별갑 수정 비취 목재           |        |

### 동남아시아
| 도시명     | 문화권     | 좌표           | 발전  | 무장  | 특산물                                 | 비고   |
| ---------- | ---------- | -------------- | ----- | ----- | -------------------------------------- | ------ |
| 말라카     | 인도차이나 | 북위2 동경101  | 3,000 | 2,800 | 계피 생강 빈랑 치클 (망고스틴)         | 도시   |
| 브루네이   | 인도차이나 | 북위3 동경111  | 500   | 400   | 육두구 치클 (정향) (후추) (망고스틴)   |        |
| 마닐라     | 인도차이나 | 북위14 동경120 | 200   | 300   | 쌀 육두구 금 (정향) (후추)             |        |
| 기아딘     | 인도차이나 | 북위10 동경107 | 400   | 300   | 쌀 산호 진주 주석광석 호박             |        |
| 바타비아   | 인도네시아 | 남위6 동경107  | 2,800 | 2,800 | 쌀 키니네 인디고 울금                  | 도시   |
| 팔렘방     | 인도네시아 | 남위1 동경104  | 2,400 | 2,300 | 빈랑 백단향 목재 치클 (커피)           |        |
| 테르나테   | 인도네시아 | 북위1 동경127  | 1,800 | 1,200 | 바나나 후추 육두구 (정향)              | 조선소 |
| 암보이나   | 인도네시아 | 남위3 동경127  | 2,300 | 1,400 | 정향 육두구 계피 울금 (후추)           |        |
| 아친       | 인도네시아 | 북위5 동경97   | 900   | 900   | 육두구 타마린드 (커피)                 |        |
| 반자르마신 | 인도네시아 | 남위4 동경119  | 400   | 200   | 주석광석 바나나 (망고스틴)             |        |
| 마카사르   | 인도네시아 | 남위4 동경119  | 300   | 300   | 바나나 산호 울금                       |        |
| 수라바야   | 인도네시아 | 남위7 동경112  | 500   | 400   | 대황 어육 (상어지느러미)               |        |
| 메나도     | 인도네시아 | 북위1 동경124  | 500   | 400   | 망고스틴 어육 쌀 야자유 (상어지느러미) |        |

### 동아시아
| 도시명   | 문화권 | 좌표           | 발전  | 무장  | 특산물                             | 비고                |
| -------- | ------ | -------------- | ----- | ----- | ---------------------------------- | ------------------- |
| 항주     | 중국   | 북위30 동경120 | 3,600 | 3,800 | 도자기 견직물 사향 비취 (동충하초) | 도시                |
| 기주     | 중국   | 북위34 동경119 | 1,000 | 1,200 | 대두 철광석 생사 소금              |                     |
| 천주     | 중국   | 북위25 동경119 | 2,800 | 2,500 | 차 생사 대황 (진주) (상어지느러미) |                     |
| 마카오   | 중국   | 북위22 동경113 | 2,900 | 3,000 | 라이치 차 도자기 (호박) (생사)     | 조선소              |
| 단수이   | 중국   |                |       |       |                                    | 마리아, 티알 신도시 |
| 한양     | 조선   | 북위36 동경126 | 2,400 | 2,700 | 개암 도자기 생사 견직물 인삼       | 도시                |
| 부산     | 조선   |                |       |       |                                    | 티알 신도시         |
| 오사카   | 일본   | 북위34 동경135 | 2,500 | 2,100 | 청주 칠기 상감세공 (생사) (진주)   | 도시                |
| 나가사키 | 일본   | 북위33 동경129 | 2,600 | 1,800 | 은 면직물 회화 별갑 (유리)         | 조선소              |
| 나하     | 일본   | 북위26 동경127 | 1,250 | 1,500 | 쌀 설탕 (바나나)                   | 조선소              |
| 에도     | 일본   |                |       |       |                                    | 티알 신도시         |

### 신대륙
| 도시명     | 문화권   | 좌표          | 발전  | 무장  | 특산물                             | 비고          |
| ---------- | -------- | ------------- | ----- | ----- | ---------------------------------- | ------------- |
| 하바나     | 카리브해 | 북위23 서경82 | 1,200 | 1,000 | 설탕 담배 럼주 구리광석 (커피)     | 도시          |
| 산토도밍고 | 카리브해 | 북위18 서경69 | 900   | 700   | 토마토 바나나 설탕 카카오 담배     | 조선소        |
| 산후안     | 카리브해 | 북위18 서경66 | 700   | 800   | 설탕 럼주 산호 (바나나) (커피)     | 조선소        |
| 자메이카   | 카리브해 | 북위18 서경76 | 800   | 500   | 어육 설탕 카카오 럼주 (커피)       |               |
| 베라크루스 | 멕시코   | 북위19 서경96 | 2,300 | 2,500 | 옥수수 바닐라 피멘트 금 은         | 도시          |
| 메리다     | 멕시코   | 북위21 서경89 | 1,400 | 900   | 호박 토마토 고추 비취 치클         |               |
| 트루히요   | 멕시코   | 북위15 서경85 | 400   | 300   | 옥수수 담배 산호 코치닐 (피멘트)   |               |
| 포르투벨류 | 멕시코   | 북위9 서경80  | 100   | 200   | 옥수수 감자 카카오 구아노 (바나나) | 조선소        |
| 말라카이보 | 멕시코   | 북위11 서경71 | 700   | 900   | 호박 에메랄드 쇠고기 (진주) (커피) |               |
| 페르남부쿠 | 멕시코   | 북위7 서경34  | 700   | 900   | 옥수수 금 목재 피혁 (커피)         | 조선소        |
| 카옌       | 멕시코   | 북위5 서경53  | 300   | 200   | 토마토 고추 바닐라 카카오 은       |               |
| 펜서콜라   | 멕시코   |               |       |       |                                    | 라파엘 신도시 |
| 카라카스   | 멕시코   |               |       |       |                                    | 티알 신도시   |

### 보급항
| 항구명         | 좌표           | 기능                   |
| -------------- | -------------- | ---------------------- |
| 나르비크       | 북위69 동경18  | 선원모집, 선박수리     |
| 딕손           | 북위73 동경80  | 숙박, 선박수리         |
| 틱시           | 북위72 동경129 |                        |
| 헤클라         | 북위63 서경18  | 숙박                   |
| 포렐           | 북위65 서경39  | 숙박, 선원모집         |
| 아조레스       | 북위38 서경28  |                        |
| 카리비브       | 남위22 동경14  | 선박수리               |
| 코르프         | 북위60 동경165 | 숙박                   |
| 에조           | 북위42 동경141 | 숙박                   |
| 괌             | 북위15 동경145 | 숙박, 선원모집         |
| 레바큐         | 남위16 동경122 | 숙박                   |
| 퍼스           | 남위31 동경115 |                        |
| 왕거누이       | 남위39 동경174 |                        |
| 코드           | 북위41 서경70  | 숙박 선박수리          |
| 리우데자네이루 | 남위23 서경43  | 보급 숙박              |
| 몬테비데오     | 남위39 서경60  | 보급                   |
| 발파라이소     | 남위38 서경73  | 보급 숙박              |
| 카야오         | 남위8 서경78   | 보급                   |
| 산타바르바라   | 북위34 서경120 | 보급 숙박              |
| 놈             | 북위68 서경165 | 선원모집               |
| 이누비크       | 북위69 서경136 | 숙박 선원모집 선박수리 |
| 처칠           | 북위58 서경93  | 선박수리               |
| 하와이         | 북위22 서경159 | 보급                   |
| 타히티         | 남위14 서경147 | 보급                   |

## 기종에 의한 차이
각 기종에 따라 차이가 난다.

### PC 통상판
최초로 발매되었다. 윈도우 95에서 Me까지의 운영 체제에서 동작한다. 윈도우 XP나 윈도우 2000등에는 설치나 실행이 되지 않았다. 다만 호환 모드를 통해 XP나 윈도우 2000에서 설치 및 실행을 할 수 있다고 공식사이트에 기재되었다.
플레이 스테이션 판 이후에서는 아이템을 발견하기 위해서 사전에 그에 관한 정보를 게임상에서 입수해야 하는데 비해, PC 통상판에서는 두 번째 이후의 진행 시 플레이어가 장소를 알고 있으면, 게임상에서 정보를 입수하지 않아도 그 곳에 가서 아이템을 얻을 수 있다.

### 플레이 스테이션 판
윈도 통상판 다음으로 발매되었으며, 기본적인 시스템은 거의 그대로이지만, 항해사 배치나 보급, 혹은 함선 개조를 할 경우 화면이나 사용자 인터페이스가 개선되었다. 백병전의 향상 및 새로운 교역품 추가도 반영되었다. 본거지의 점유율은 교역을 통해서는 빼앗을 수 없으며, 해전이나 책략에 의해 빼앗아야 한다.
또 동료가 3명(이화, 유리안, 아지자)이 추가되었으며, 갤리선이나 일본식 목조선 등을 구입할 수 있다. 패자의 증거품을 입수하는 방법도 변경된 곳을 나타내는 지도를 입수하려면 그에 대한 단서를 지니고 있는 아이템을 가져야 한다. 그 외에도 일부 아이템의 입수방법이 변경되었다.

### PC 판 파워업 키트
2000년에 파워업 키트(PK)가 발매되었다. 파워업 키트는 PC판만 발매되었으며 플레이 스테이션 판은 발매되지 않았다. 윈도우 98에서만 가동되었고 XP등에서는 호환 모드를 작동해야 실행할 수 있었으나 2008년 6월에 재발매된 판은 XP등에서도 실행이 가능하다. 다만 비스타에서 실행할 수 있는지에 대해서는 언급되어 있지 않다.
PK에서는 플레이 스테이션 판에서 변경된 여러 가지가 반영된 것 외에 3명의 주인공이 추가되었다. 새로운 주인공의 시나리오는 통상판의 시나리오보다 시대를 거슬러 올라가는 것으로 설정이 되고 있기 때문에 아이템의 입수법이나 동료를 만나는 장소, 또는 해역의 세력 등이 많이 변경되었다. 또한 다음과 같은 사항이 변경되었다.
- 길드에서 일을 의뢰 받을 수 있다.
- 매년 1월, 자기 세력이 점유율을 가지는 도시에 있는 1등급의 물건을 발표 등에 사용할 수 있는 교산품으로 선정된다. 특산품의 판매가격은 비싸질 뿐만 아니라, 이를 사용하여 성공하면 점유율을 획득할 수 있다.
- 게임 중 한번도 불러오기를 하지 않았던 데이터(페어 데이터)인 채 끝내면 같은 그래픽을 볼 수 있다.
- 등장인물의 프로필도 볼 수 있다.

### 대항해시대4 ROTA NOVA
닌텐도 DS및 플레이스테이션 포터블에서 실행되며, 2006년에 발매되었다. 게임 제목은 대항해시대4 뒤에 "ROTA NOVA"가 붙어 있다.
플레이 스테이션 판을 기초로 하여 지도의 추가, 황금 항로 도입, 범선 경주, 통신 교역 등의 통신 대전 기능이 추가되었다. DS판은 터치 펜을 사용하여 게임을 진행할 수 있다. 또한 숨겨진 24개의 항구에 입항하거나 숨은 교역품의 구입을 대항해시대 온라인과의 연동을 통해 할 수 있다.

## 시대 설정
이 게임은 16세기 말에서 17세기 초 정도의, 어느 정도 세계가 개척이 진행되었던 시대를 배경으로 하고 있다. 또, 게임상의 연대와 실제 역사적 사건이 일어난 시기가 많은 차이를 보이기 때문에 역대 시리즈보다 허구적인 측면이 강하다. 예를 들면 스페인 왕이 포르투갈 왕을 겸직하는 사건이 일어나는 동시에 일본에서 에도 막부가 시작 된다.

## 등장 인물

### 주인공
플레이어가 선택하지 않은 주인공은 적의 세력으로 등장한다. 하지만, 마리아, 웃딘 외에는 초기에는 조그마하게 교역을 하고 있는 경우가 대부분이다.
또한 라파엘, 릴, 호드람은 시작 후 몇 년이 지나더라도(함대가 부서졌을 때는 제외) 기함만 이끌고 다닌다.
라파엘 카스톨
포르투갈인. 리스본의 명가 카스톨 가의 후계자로, 친구 클라우디오가 불러서 배를 보고 있다가 항해하기로 결심을 한다. 초심자용 주인공. 온화한 성격으로 각지에서 동맹 세력을 구축할 수 있다. 게임 시작할 때 능력을 설정할 수 있다. 주인공으로 선택했을 경우, 길드의 일을 해내면 보수가 올라가거나 도시 점유율을 획득할 수 있으며, 군사 투자의 액수는 80%로 끝난다.
호드람 요아킴 베르그스톤
스웨덴인. 창설된 지 얼마 안된 스웨덴 해군을 인솔하는 제독. 주인공으로 선택했을 경우, 해전에 승리하면 본국으로부터 보상금이 지급된다. 또한 파워 업 키트에서는 항복하거나 나포한 배를 예항할 수 있다(예항한 배는 그대로 사용하거나 매각할 수도 있다.).
릴 알고트
네덜란드인. 암스테르담에서의 장사에 한계를 느껴 바다에 나가게 된다. 지기 싫어하는 성격. 상급자를 위한 캐릭터이다. 승부욕이 지나쳐서 그런지 각지에서 다른 세력에 도전적인 태도를 취하며 이것이 곧 선전포고로 이어진다. 주인공으로 선택했을 경우, 네덜란드 정부의 통상 허가증을 가지고 있는 것으로 설정이 되었기 때문에, 교역품을 5% 할인하여 구입할 수 있다.
마리아 호아메이 리
중국인. 한자 표기는 이화매(李華梅)이다. 명나라 해군의 여장군이다. 왜구의 괴롭힘을 당하고 있는 사람들을 구하기 위해서 왜구의 우두머리인 소진 구루시마와 싸운다. 또한 마리아라는 이름은 세례명으로, 유럽 열강과의 교섭에 도움이 된다고 생각하여 이 이름으로 활동하고 있다. 주인공으로 선택했을 경우, 매상의 일부를 명나라 정부에 건네주고 있기 때문에 교역품의 매각액수가 3% 적다.
윈도 통상판에서는, 라파엘이나 릴, 호드람 셋 중에서 끝까지 진행하면 주인공으로 선택할 수 있으며 파워 업 키트에서는 추가된 3명을 주인공으로 선택하면 동료가 된다.
교타로 사이키(파워 업 키트에서만 등장)
일본인. 일본어 표기는 사이키 교타로(佐伯杏太郎)이다. 규슈의 호족 출신이지만 집안싸움에 말려 들어 작은 어선으로 바다로 나간다. 주인공으로 선택했을 경우, 해상에서 게임이 시작되며 본거지는 동남아시아에 있는 몇 개의 항구에서 선택한다. 항복 및 나포한 배를 예항할 수 있다.
아브라함 이븐 웃딘(파워 업 키트에서만 주인공으로 선택 가능)
아랍인. 아라비아해 연안에 세력권을 가지고 있는 상인. 유럽 열강의 진출에 분노를 느끼고 있다. 시작부터 많은 동료와 함대를 가지고 있기 때문에 자금이 많다. 또 주인공으로 선택했을 경우, 라파엘과 같이 길드의 일을 해내면 보수가 올라가거나 도시 점유율을 획득할 수 있지만, 종교가 이슬람교이기 때문에 함대에 예배실을 둘 수 없다(그 때문에 선교사를 통한 유행을 발생시킬 수가 없다). 통상판과 파워 업키트에 나오는 그래픽이 다르다.
티알 와만 차스카(파워 업 키트에서만 등장)
신대륙 원주민과 스페인인의 혼혈아. 주인공으로 선택했을 경우, 처음에는 에스칸테 군에 종속되어 있어 매월 소지금의 1%를 상납금으로 바쳐야 하며, 에스칸테에게 선전포고를 할 수 없다. 가장 많은 신도시를 만들 수 있다. 초반에 카리브해의 말도나도 군을 해산시키면, 주인공의 함대도 같이 해산된다.

### 동료
클라우디오 마나우스(라파엘로 게임을 진행할 때만 동료가 된다.)
포르투갈인. 라파엘의 친구. 통칭 클라우. 라파엘을 '라피'라고 부른다. 처음부터 등장한다.
알카디우스 에이레네 에우도시우스(라파엘로 게임을 진행할 때만 동료가 된다.)
그리스인. 한스 레첼의 제자. 여자이지만, 그것을 숨기고 여행을 계속한다. 중간에 여자인 것이 라파엘, 클라우디오에 의해 발견된다.
카밀 마리누스 오펠아이셀(호드람과 릴로 게임을 진행할 때만 동료가 된다.)
네덜란드인. 릴의 소꿉친구의 소년. 릴의 반 억지로 항해를 하게 된다. 처음부터 등장한다.
실은 쿤의 아들이기도 하다(카밀은 어릴 적부터 자칭하고 있던 이름으로, 마리누스는 본명이다.).
세라 알토스• 샬바라즈(호드람으로 게임을 진행할 때만 동료가 된다.)
에스피노사 상사의 노예 무역선에 잡히고 있던 수수께끼의 미녀. 정체는 오스만, 터키에 의해 멸망한 어떤 나라의 공주이다.
처음으로 아프리카의 항구를 방문했을 때에 이벤트가 발생하여, 노예선과의 전투에서 승리를 하지 않고 도주시켜 전투를 종료시키면 동료가 된다. 선실 배치에 제한이 있다.
량 시엔(시엔 얀)(마리아 및 파워 업 키트에서 등장하는 사람들로 게임을 진행할 때만 동료가 된다.)
중국인. 한자 표기는 양희은(楊希恩). 마리아를 잘 이해하는 노장군이다. 마리아로 게임을 진행할 경우 처음부터 등장한다.
알 페리도 신
아랍인의 용병. 성격이 급하지만, 전투요원으로서 실력은 확실하다.
안젤로 푸치니
이탈리아인. 생이별한 여동생 비안카를 찾기 위해 주인공의 동료가 된다. 그러나, 마리아로 게임을 진행할 경우 진상이 밝혀진다.
이안 두코프(마리아로 게임을 진행할 경우 초기 항해사)
러시아인. 장사꾼의 아들. 여자로 잘못 볼 수 있을 정도의 미모의 소유자.
에밀리오 페로그(릴편로 게임을 진행할 경우 초기 항해사)
스페인인. 힘센 사람을 그림으로 그린 듯한 보조 투우사. 음식을 많이 먹는 편이다.
릴로 게임을 진행하는 경우 처음부터, 다른 사람으로 진행할 경우 처음으로 세빌리아또는 베라크루즈를 방문했을 경우 동료가 된다.
카를로 시나토
이탈리아인. 유능한 상인이지만, 장사에 몰두한 나머지 아내와 딸을 병으로 잃은 경험이 있기 때문에 의학에 뛰어난 재주를 가지고 있다.
훌리오 에르네코(라파엘로 게임을 진행할 경우 초기 항해사)
스페인인. 라파엘로 게임을 진행할 경우 리스본에 잡화상을 운영을 하고 있기 때문에 집에서 원조를 전혀 받지 않는 라파엘에게 군자금을 제공한다.
한스 레첼과 미하일 레첼과는 아는 사이이다.
크리스티나 에르네코
스페인계 영국인. 훌리오의 손녀로 미모를 겸비한 검투사이다.
게르하르트 아데른캇스(호드람으로 게임을 진행할 경우 초기 항해사)
독일인. 원래는 유명한 해군 제독이었으나 현재는 현역에서 은퇴한 상태이다. 호드람으로 게임을 진행을 하는 경우 처음부터 등장한다.
사무엘 다 칸(티알로 게임을 진행할 경우 초기 항해사)
영국인과 유목민의 혼혈인(국적은 모른다). 천진난만한 성격으로, 요리에 능숙하다. 티알로 게임을 진행을 하는 경우 처음부터 등장한다. 당초에는 살찐 모습으로 구상되었지만, 후에 미소년으로 그려낸 것을 그대로 확정시켰다.
제나스 파사(라파엘로 게임을 진행할 경우 초기 항해사)
포르투갈인. 항상 언행이 부드럽다. 라파엘로 게임을 진행할 경우 처음부터 동료가 된다.
잠 잭 루도와이얀(마리아로 게임을 진행할 경우 초기 항해사)
프랑스 사람. 자기 나라에서 살인 누명을 써서 동아시아로 도주했다.
마리아로 게임을 진행하는 경우 처음부터 동료가 된다.
샤를르 장 로슈폴(호드람으로 게임을 진행할 경우 초기 항해사)
프랑스 사람. 화약등 폭발물에 관하여 뛰어난 과학자. 호드람으로 게임을 진행할 경우 처음부터 동료가 된다. 하바나에서는 연일 폭발음으로 인하여 폐를 끼치는 사람으로 유명했다.
체자레 토니
이탈리아인. 함장을 할 수 있을 정도의 항해사이지만, 약간 사회적인 상식이 부족하다. 해적에게 습격당해 나포된 함선을 요구하면서 지중해를 방황한다.
페르난도 디아스(릴로 게임을 진행할 경우 초기 항해사)
스페인인. 통찰력이 뛰어나며 도박을 좋아하는 남자. 릴로 게임을 진행하는 경우 처음부터 동료가 된다.
마누엘 아르메이다(호드람으로 게임을 진행할 경우 초기 항해사)
포르투갈인. 베테랑 항해사로 시인의 재능도 있다. 유능한 목수. 호드람으로 게임을 진행할 경우 처음부터 등장한다.
유키히사 겐죠 시라키(마리아로 게임을 진행할 경우 초기 항해사)
일본인. 검술이 뛰어난 사무라이이다.
유리안 로페스(플레이 스테이션 판 이후에 등장)
네델란드계 중국인. 중국명은 라욱려(羅郁麗)이다. 대항해시대2의 등장 인물인 에르네스트 로페스의 외손자이다. 여자를 너무 좋아한다.
설이화
조선 소녀. 한자 표기는 설이화(薛梨花). 어떤 도사의 제자였지만, 스승을 떠나 나가 주인공 함대에 합류한다.
아지자 누렌나할(플레이 스테이션 판 이후에 등장)
아랍의 여자 해적. 처음에는 적으로 등장하지만, 조건을 충족시키면 동료가 된다.(피묻은 샴시르 소지후 술집에서 이벤트 발생)
세력을 어느 정도 확장하면 인도양에서 출현하여, 전투를 걸어 온다.
쉘 아리 네딤(파워 업키트에서만 등장하는 주인공으로 게임을 진행하는 경우 등장한다.)
이집트인. 도굴자로 불리지만, 원래는 패자의 증거의 열쇠를 지키는 일족의 후예이다.
린 시에(교타로로 게임을 진행할 경우 초기 항해사)
일본계 중국인. 한자 표기는 사령(謝令). 페레이라의 통역이었지만, 폭풍을 만나 표류한다. 그때 교타로와 만나, 그의 통솔력에 감복해 그를 새로운 제독으로 맞이한다.
세실리아 데 멜카드(교타로로 게임을 진행할 경우에만 동료가 된다.)
스페인인. 행방 불명된 부모님을 찾고 있다. 처음에는 페레이라에 의지하지만 패자의 증거에 비정상적인 흥미를 가진 그를 두려워하여 교타로의 함대에 승선한다. 선실 배치에 제한이 있다.
료케 시사(티알로 게임을 진행할 경우에만 동료가 된다.)
인디오. 정복자에게 저항하는 반란군의 지도자. 처음에는 티알을 배반자로 간주하지만, 후에 화해해 그녀와 행동을 같이 한다.
하심 아르나딜(웃딘으로 게임을 진행할 경우 초기 항해사)
아랍인. 웃딘의 심복. 딱딱한 성격이지만, 취미는 애완동물인 작은 새를 모으는 것이다.
아미나 안나훌(웃딘으로 게임을 진행할 경우 초기 항해사)
아랍인. 웃딘을 수행하는 여자. 수행원 중 리더로 존재한다. 선실 배치에 제한이 있다.
드니아 잇티하드(웃딘으로 게임을 진행할 경우 초기 항해사)
아랍인. 웃딘을 수행하는 여자. 그의 보디가드적 존재이다. 선실 배치에 제한이 있다.
파티마•하네(웃딘으로 게임을 진행할 경우 초기 항해사)
아랍인. 웃딘을 수행하는 여자. 수행원 중에서 최연소로, 순진한 성격이다. 선실 배치에 제한이 있다.
이븐 냐디(웃딘의 함대 지휘관)
아랍인. 웃딘의 대리인. 웃딘이 항해하는 동안에는 페르시아만 일대의 교역을 맡고 있다. 이 때문에, 그의 함대를 다시 편성하거나 자기 함대의 항해사로 할 수 없다.
한스 레첼
라파엘로 게임을 진행하는 경우에만 등장하는 박물학자. 라파엘의 배에 탑승해, 아이템에 대한 조언을 한다.
미하일 파크 레첼
라파엘 이외의 인물들로 게임을 진행하는 경우에 등장하는 박물학자. 한스의 쌍둥이 동생이지만, 어렸을 때에 생이별을 했기 때문에, 한스와의 안면은 없다.
한스와 많이 닮았지만, 성격은 한스와는 반대로 여자를 너무 좋아하는 호색가인 노인이다. 지식은 한스 수준으로, 역시 아이템에 관한 조언을 들을 수 있다.

### 다른 세력
마르틴 슈파이어
48세이며 독일인이다. 유틀란트반도 일대에 세력권이 있는 한자 동맹의 상인.
한자 동맹의 부활 때문에, 위법적인 수단으로 유틀랜드 반도 일대에 세력을 펼치려고 한다.
릴 못지않게 지기 싫어하는 성격.
제임스 클리퍼드
24세이며 영국인이다. 영국에 세력권이 있는 사병을 인솔하는 군인.
포르투갈이나 스페인 대신 패자가 되려고 한다.
디니스 데 알브켈케
42세이며 포르투갈인이다. 포르투갈 해군 총독. 우직하고 고지식한 군인. 스페인에 의해 그 점을 이용당했다. 주인공의 국적에 관계없이 우호적인 관계로 대한다.
페드로 데 발데스
36세이며 스페인인이다. 스페인 동쪽과 프랑스 남쪽에 세력권이 있는 군인. 이 게임에서는 최강의 대함대를 소유한 강적.
발바롯사 파즐 하이레딘
34세이며 아랍인이다. 아프리카 대륙 북쪽에 세력권이 있는 알제 해적. 전투 능력이 매우 높다. 주인공들과는 우호적인 관계를 쌓아 올리는 경우가 많다. 오스만 해군에 반 종속되면서 발데스 군과 싸운다. 그러나, 백성의 완전한 복종을 도모하는 파샤 군에는 반감이 있다.
하둠 아흐마드 파샤
31세이며 터키인이다. 오스만 제국의 해군 제독. 발칸반도, 아나톨리아반도, 팔레스타인에 세력권이 있는 군인.
파울로 첸토리오네
46세이며 이탈리아인이다. 이탈리아 반도 연안에 세력권이 있는 상인.
지중해의 세력으로는 카스톨 상회를 제외하고 제일 세력이 작다. 발데스와 짜고 생존을 도모하고 있지만, 그것이 스페인의 이탈리아 진출을 허락하게 된다.
페르난 실비엘라
40세이며 포르투갈인으로 독신이다. 아프리카 서해안에 세력권이 있는 탐험가 출신의 상인. 에스피노사를 추방하여 아프리카를 독점하고자 하는 야망이 있다. 주인공 등 다른 세력의 개입을 극도로 싫어하는 매우 도량이 좁은 성격이다.
제로니모 데 에스피노사
49세이며 포르투갈인이다. 아프리카 동해안에 세력권이 있는 상인. 노예 무역, 마약 무역 등을 하는 악당이다. 모든 주인공과 적대 관계이다.
바스케스 데 말도나도
33세이며 스페인인이다. 쿠바 총독 대행. 카리브 해의 서인도제도에 세력권이 있는, 해적에 가까운 군인.
디오고 데 에스칸테
35세이며 스페인인이다. 멕시코 총독. 멕시코 연안에 세력권이 있는 군인. 몰래 스페인으로부터의 독립을 기도한다.
자모린 나갈풀
39세이며 인도인이다. 인도에 세력권이 있는 상인. 인도를 통치하는 돈벌레. 뚱뚱하며 호색한이다.
웃딘으로 플레이 시 아덴과 소코트라의 점유율을 넘겨주는 대가로 약 262143닢을 넘겨주며 망한다.
두알테 로페스 데 페레이라
32세이며 포르투갈인이다. 말레이 반도 및 인도차이나 반도에 세력권이 있는 상인. 애국심이 강한 인물. 라파엘로 진행하는 경우에는 협력자가 된다. 쿤과는 대조적으로 정공법으로 승부한다.
안토니 폰 쿤
41세이며 네델란드인. 인도네시아에 세력권이 있는 상인.
책략에 뛰어난 인물로, 주인공을 다양한 방법으로 함정에 빠뜨린다. 그 때문에, 어느 주인공으로 진행을 해도 적대 관계로 있다.
소진 구루시마
46세이며 일본인. 한자 표기는 구루시마 소진(来島宗甚)이다. 왜구로, 마리아의 아버지의 원수이기도 하다. 원래는 소형선을 이용한 게릴라전을 주로 하였으나, 철갑선을 손에 넣고 나서는 그 힘을 관철하는 전법을 취하게 된다. 게임에서는 어느 주인공으로 진행을 해도 적대관계로 있다. 마리아로 시작할 경우 처음부터 적대 관계에 놓여있는 상태로 시작을 한다.
그레고리 톨빈(파워 업 키트에만 나오는 주인공으로 게임을 진행하면 등장한다.)
러시아인. 한자 동맹에 대항하기 위해서 러시아 정부로부터 발트해로 파견하라는 명령을 받은 무장 집단의 우두머리이다. 러시아 해군의 선조가 되는 것이 꿈이다.
문유(파워 업 키트에만 나오는 주인공으로 게임을 진행하면 등장한다.)
조선인. 한자 표기는 문유(文瑜). 게임에서는 조선의 수군 절도사로 이순신의 후계자로 등장한다. 왜구의 격퇴가 임무이다. 주인공에게 마리아와 시엔을 소개한다.

### 기타
강상현
설이화의 선배.
미볼 겐츠
크리스티나의 약혼자.
비안카 푸치니
안젤로의 여동생.
샤를롯트 미렐
북미 대륙의 펜서콜라에 사는 프랑스계 롬 족 소녀. 라파엘로 게임을 진행할 때만 등장하며, 항해사는 아니다. 개발진에 의하면 윈도 통상판에서는 싱글이었던 라파엘을 위해 새롭게 생성시켰다고 한다.
실우드 에메
세라 살바라즈의 사촌 오빠.
크레아 보포드
영국의 공주. 클리퍼드를 사랑하지만 프랑스와의 동맹을 통해 스페인 무적함대를 궤멸시키려는 영국 왕실의 책략으로 인해 프랑스 왕실에게 시집가게 된다. 항해사가 아니며, 티알, 교타로 편에서만 등장.
에스테파니아 데 멜카드
세실리아의 어머니.
테오베르도 데 멜카드
세실리아의 아버지.
리처드 타운젠트
영국인. 마리아와 명나라 조정과 다리를 잇는 역할을 하지만, 실은 클리퍼드를 강하게 그리워하며, 동아시아 총독이 되는 야심을 품는다. 파워 업 키트에서는 클리퍼드의 산하함대로 등장하고, 윈도 통상판에서는 마리아 편에서만 등장한다.
아카브 다마이
인도인. 세계 각지의 광장에서 교역품을 유행시킨다. 항해사는 아니지만 주인공의 배에 승선하며, 다음 기항지에서도 유행을 전파시킨다.

## 비판
이 게임은 역사 왜곡이 심각하다는 비판 이 있다. 이에 대해 대한민국의 사이버 외교 사절단인 반크는 2005년 12월 6일에 이 게임이 한국의 지리와 역사의 왜곡이 심각한 게임 중 하나라고 판단하였기 때문에 제작사인 코에이를 상대로 '한국 바로 알리기 사업'에 나섰다. 이 게임에서 드러난 역사적 사실과 다른점은 다음과 같다.
1. 조선의 수도를 한양이 아닌 경성으로 표기되어 있다. 경성은 일제강점기 때의 서울을 의미한다.
2. 당시에 개경을 현재의 지명인 개성으로 표기하였다.
3. 조선을 표기할 때 이씨 조선으로 표기하였다.

## 같이 보기
- 대항해시대
- 대항해시대 등장인물
- 코에이